# Nordeste de Washington, D.C.

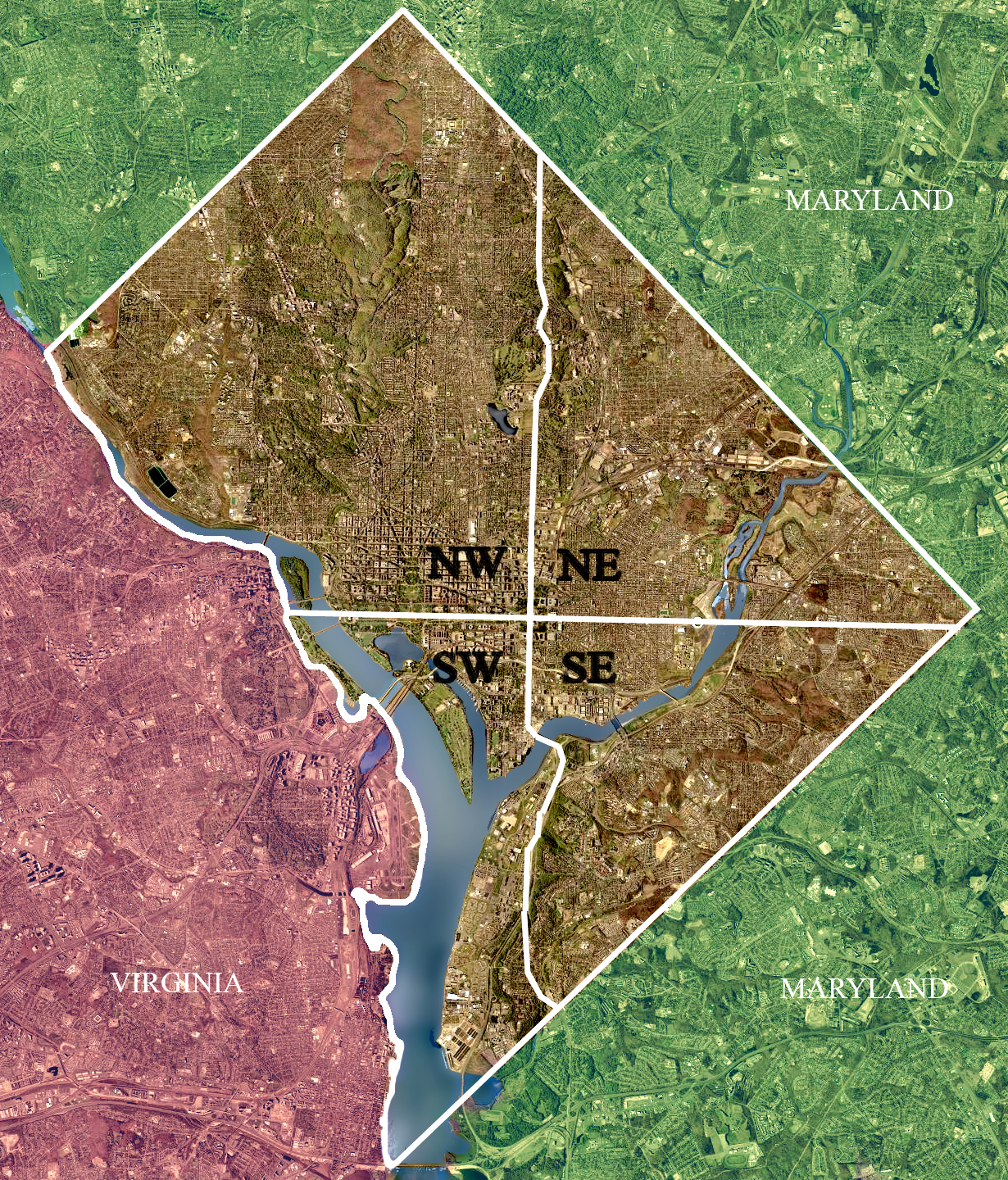
Imagem de satélite do USGS de abril de 2002. As linhas negras indicam as ruas que dividem Washington em quatro diferentes quadrantes, todas partindo do Capitólio de Washington.

O Nordeste (em inglês:  Northeast, também escrito como NE ou N.E.) é um dos quatro quadrantes de Washington, D.C., e está localizado ao norte da Rua East Capitol e a oeste da Rua North Capitol. Cobre aproximadamente um quarto da área da cidade. É predominantemente residencial, e sua população é composta em sua maior parte por famílias de classe média e alta. Inclui bairros como Brentwood, Brookland, Ivy City, Marshall Heights, Pleasant Hill, Stanton Park, Trinidad, Michigan Park, Riggs Park, Fort Totten, Fort Lincoln, Edgewood e Woodridge, bem como uma grande parte da Colina do Capitólio.
Possui um grande número de pequenas instituições Católicas, a maioria no bairro Brookland, incluindo a Universidade Católica da América, Colégio St. Anselm's Abbey, Universidade Trinity Washington, o Mosteiro Franciscano, Whitefriars Hall, a Basílica do Santuário Nacional da Imaculada Conceição e o Centro Cultural Papa João Paulo II.
Dois grandes parques públicos estão localizados abaixo da linha do Rio Anacostia: o United States National Arboretum e o Kenilworth Park and Aquatic Gardens.
É acessível pelas linhas Laranja, Vermelha, Amarela e Verde do Metrô de Washington.